# Heureza
Heureza (gr. heúresis – odnalezienie) – sposób nauczania polegający na naprowadzaniu uczniów na właściwy tok rozumowania i doprowadzeniu do samodzielnego rozwiązania przez nich problemów.
Jedną z pierwszych osób używających heurezy był Sokrates. Metoda ta jest też często używana przez pedagogów sprzeciwiających się przekazywaniu uczniom suchych informacji.